# Kradenoje solntse
Kradenoje solntse (Russisch: Краденое солнце, "De gestolen zon") is een propagandistische tekenfilm uit 1944 gemaakt in de Sovjet-Unie.
De film laat zien hoe een krokodil de zon opeet en dat een beer dan in gevecht gaat met de krokodil, om de zon terug te winnen. De film is nu in het publiek domein en is te downloaden via het Internet Archive.

## Download de film
- Internet Archive